# 海の交響曲
海の交響曲（うみのこうきょうきょく）
- 海の交響曲（A Sea Symphony） - レイフ・ヴォーン・ウィリアムズの交響曲。以下で詳述。
- 海の交響曲（Sinfonia del mare） - ヨースタ・ニューストレムの交響曲。
- 海の交響曲（Symphonie marine） - ジャック・イベールのオーケストラ曲。
- 交響曲第7番『海の交響曲』（A Sea Symphony） - ハワード・ハンソンの交響曲。
- 海の交響曲 - 服部正のオーケストラ曲。

海の交響曲（うみのこうきょうきょく、A Sea Symphony）は、レイフ・ヴォーン・ウィリアムズが作曲した管弦楽曲の一つ。彼自身が手がけた最初の交響曲であり、のちに「交響曲第1番」の呼称も与えられたが、「交響曲第1番『海の交響曲』」などとするのは誤りである。

## 概要
演奏に際し、オーケストラ（管弦楽）に加えてソプラノとバリトンの両独唱、および混声合唱をも要する交響曲であり、ヴォーン・ウィリアムズが遺した交響曲全9曲の中でも最大規模の作品となっている。
アメリカの詩人ウォルト・ホイットマンの詩集『草の葉』 (Leaves of Grass) をテクストとして採用している。この詩集をテクストとして採り入れた楽曲はイギリスやアメリカで数多く作曲されており、ヴォーン・ウィリアムズにも本作以外に合唱作品『未知の国へ』（1905年）などが存在するが、本作はその中でもとりわけ大規模なものとなっている。
4楽章の古典的な交響曲の形式をとっているが、各楽章を単独で演奏しても良いとしている。また声楽の比重が大きく、交響曲よりむしろオラトリオに近い面がある。その点では、イギリスのオラトリオの系譜に連なる作品と位置づけることもできる。
作曲は1903年に開始され、1910年に完成した。その間に歌曲集『命の家』（1903年頃）、歌曲集『旅の歌』（1904年）、交響的印象『沼沢地方にて』（1904年）、弦楽四重奏曲第1番（1908年）、劇音楽『すずめばち』（1909年初演）、『トマス・タリスの主題による幻想曲』（1910年）などが書かれている。
初演は1910年10月12日（作曲者の38歳の誕生日）、リーズ音楽祭において、作曲者自身の指揮によって行われた。

## 楽器編成
ピッコロ、フルート2、オーボエ2、コーラングレ、クラリネット3、バス・クラリネット、ファゴット2、コントラファゴット、ホルン4、トランペット3、トロンボーン3、チューバ、ティンパニ、大太鼓、小太鼓、トライアングル、シンバル、ハープ2、オルガン、ソプラノ独唱、バリトン独唱、混声四部合唱、弦五部
なお、木管楽器、ハープについては編成の縮小も可能である。
- フルート2（ピッコロは持ち替え）、オーボエ1、コーラングレ、クラリネット2、ファゴット2
- ハープ1

## 楽曲の構成
- 第1楽章「全ての海、全ての船の歌」（A song for all seas, all ships）　アンダンテ・マエストーソ
- 第2楽章「夜、渚に一人いて」（On the beach at night, alone）　ラルゴ・ソステヌート
- 第3楽章「波」（The waves）　スケルツォ　アレグロ・ブリランテ
- 第4楽章「探求する人々」（The explorers）　グラーヴェ・エ・モルト・アダージョ

演奏時間は約1時間5分。